# SdKfz 11
SdKfz 11 - leichter Zugkraftwagen 3 t var en tysk halvbandvagn använd under andra världskriget. Vagnen utvecklades från början som dragfordon för lätta artilleripjäser som 10,5 cm leFH 18 och tyngre granatkastare.
| före 1 september 1939 | efter 1 september 1939 | 1940  | 1941  | 1942  | 1943  | 1944  | 1945 | Antal i tjänst 1 mars 1945 |
| --------------------- | ---------------------- | ----- | ----- | ----- | ----- | ----- | ---- | -------------------------- |
| 504                   | 10                     | 1 171 | 1 923 | 1 576 | 2 133 | 1 360 | 351  | 1 938                      |

## Varianter
- SdKfz 11/1 - Nebel-Kraftwagen Dragfordon för nebelwerferpjäser, med lastutrymme för ammunition.
- SdKfz 11/2 - Mittlerer Entgiftungs-Kraftwagen Saneringsfordon för utspridning av pulverformigt saneringsmedel mot senapsgas[2].
- SdKfz 11/3 - Mittlerer Sprüh-Kraftwagen Saneringsfordon för utspridning av vätskeformigt saneringsmedel, 125 stycken byggda.
- SdKfz 11/4 - Nebel-Kraftwagen Dragfordon för 15 cm nebelwerferpjäser, med lastutrymme för 36 raketer samt plats för sex man.
- SdKfz 11/5 - Nebel-Kraftwagen Dragfordon för 21 cm nebelwerferpjäser, med lastutrymme för 10 raketer samt plats för sex man.
- Dessutom förekom varianter som ambulanser för svåra terrängförhållanden, men dessa fick aldrig någon officiell nummerbeteckning[2].

## Bevarade exemplar
- Munster stridsvagnsmuseum, Tyskland